# Хвощевате (Знам'янка)
Хвощевате; Патрино — колишній населений пункт в Кіровоградській області у складі Знам'янського району.

## Стислі відомості
Назване за ім'ям відставного майора, який володів цією землею.
Злилося з містом Знам'янка в 1920-х роках.
В часі Голодомору 1932—1933 років від нелюдської смерті померло не менше 4 людей.